# Ruy Rendón Leal
Ruy Rendón Leal (ur. 27 października 1953 w Cadereyta Jiménez) – meksykański duchowny rzymskokatolicki, arcybiskup Hermosillo od 2016.

## Życiorys
Święcenia kapłańskie otrzymał 8 września 1979 i został inkardynowany do archidiecezji Monterrey. Pracował przede wszystkim w duszpasterstwie parafialnym, był także ojcem duchownym w archidiecezjalnych seminariach.
28 września 2005 papież Benedykt XVI mianował go prałatem terytorialnym El Salto. Sakry biskupiej udzielił mu 30 listopada 2005 metropolita Monterrey - arcybiskup Francisco Robles Ortega.
16 lipca 2011 został biskupem diecezjalnym diecezji Matamoros. 
26 kwietnia 2016 papież Franciszek mianował go arcybiskupem metropolitą Hermosillo. Ingres odbył się 9 czerwca 2016.